# Огре
Огре (лет. Ogre, рус. Огре) је један од значајних градова у Летонији, који се налази на главној саобраћајници државе, магистрали између два најважнија града земље, Риге и Даугавпилса. Огре је седиште истоимене општине Огре.

## Природни услови
Огре је смештен у средишњем делу Летоније, у историјској покрајини Видземији. Од главног града Риге град је удаљен 35 километара источно.
Град Огре развио се на ушћу реке Огре у Западну Двину, на приближно 25 метара надморске висине. Око града је равничарско подручје.

## Становништво
Огре данас има приближно 27.000 становника и последњих година број становника опада.
Матични Летонци чине већину градског становништва Огреа (65%), док остатак чине Словени, махом Руси (25%).

## Знаменитости
Огре је млад град за Летонију, устројен као град тек 1874. године. По предању, насеље на овом месту основала Катарина Велика.